# Колоніал-Гайтс (Теннессі)
Колоніал-Гайтс (англ. Colonial Heights) — переписна місцевість (CDP) в США, в окрузі Салліван штату Теннессі. Населення — 3055 осіб (2020).

## Географія
Колоніал-Гайтс розташований за координатами 36°28′52″ пн. ш. 82°30′37″ зх. д. / 36.48111° пн. ш. 82.51028° зх. д. (36.481044, -82.510368).  За даними Бюро перепису населення США в 2010 році переписна місцевість мала площу 16,18 км², з яких 15,51 км² — суходіл та 0,67 км² — водойми. В 2017 році площа становила 10,50 км², з яких 9,83 км² — суходіл та 0,67 км² — водойми.

## Демографія
Згідно з переписом 2010 року, у переписній місцевості мешкали 6934 особи в 2860 домогосподарствах у складі 2111 родини. Густота населення становила 428 осіб/км².  Було 3023 помешкання (187/км²).
Расовий склад населення:
| - 96,0 % — білих - 1,2 % — чорних або афроамериканців - 1,2 % — азіатів - 0,3 % — корінних американців |

До двох чи більше рас належало 1,0 %. Частка іспаномовних становила 1,1 % від усіх жителів.
За віковим діапазоном населення розподілялося таким чином: 21,6 % — особи молодші 18 років, 58,9 % — особи у віці 18—64 років, 19,5 % — особи у віці 65 років та старші. Медіана віку мешканця становила 44,8 року. На 100 осіб жіночої статі у переписній місцевості припадало 93,3 чоловіків;  на 100 жінок у віці від 18 років та старших — 91,4 чоловіків також старших 18 років.
Середній дохід на одне домашнє господарство  становив 55 776 доларів США (медіана — 42 319), а середній дохід на одну сім'ю — 70 107 доларів (медіана — 54 141). Медіана доходів становила 45 426 доларів для чоловіків та 27 596 доларів для жінок. За межею бідності перебувало 7,9 % осіб, у тому числі 0,0 % дітей у віці до 18 років та 11,2 % осіб у віці 65 років та старших.
Цивільне працевлаштоване населення становило 1628 осіб. Основні галузі зайнятості: освіта, охорона здоров'я та соціальна допомога — 21,7 %, виробництво — 16,5 %, науковці, спеціалісти, менеджери — 16,1 %.